# Nevería
Nevería är en ort i Mexiko.   Den ligger i kommunen Ixhuatlán del Café och delstaten Veracruz, i den sydöstra delen av landet, 230 km öster om huvudstaden Mexico City. Nevería ligger 1 224 meter över havet och antalet invånare är 128.
Terrängen runt Nevería är huvudsakligen kuperad, men norrut är den bergig. Runt Nevería är det mycket tätbefolkat, med 2 345 invånare per kvadratkilometer. Närmaste större samhälle är Córdoba, 16,9 km söder om Nevería. I omgivningarna runt Nevería växer i huvudsak städsegrön lövskog.